# Mount Wrangell
Mount Wrangell är en stor sköldvulkan i Wrangell-St. Elias nationalpark i sydöstra Alaska, USA. Mount Wrangell reser sig över 3 700 meter över Copper River i sydväst. Vulkanens volym är över 900 km³ vilket gör den mer än dubbelt så stor som Mount Shasta i Kalifornien, den största stratovulkanen räknat i volym i Kaskadbergen. 
Mount Wrangell är ovanlig i trots att det är en sköldvulkan eftersom den huvudsakligen är uppbyggd av Andesit snarare än basalt vilket de flesta sköldvulkanerna på jorden är uppbyggda på. Några andra vulkaner i Wrangell Volcanic Field är också uppbyggda av Andesit. Andesit är en vulkanisk bergart som oftast påträffas i stratovulkaner vilka bildar korta och tjocka lavaflöden. Hur Mount Wrangell växte till en sköldvulkan vet man inte, men dess lavaflöden verkar ha varit omfattande och har förmodligen bildats genom den stora mängden lava som kommer ut på en gång.